# Джаявіджая (хребет)
Джаявіджая, раніше відомий як хребет Оранж (індонез. Pegunungan Jayawijaya, англ. Jayawijaya Mountains, Orange Range) — гірський хребет в східній частині гір Маоке, на острові Нова Гвінея, у провінції Папуа Індонезії.

## Географія
Довжина хребта до 370 км. Висота вершин 4000—4500 м. Найвища вершина — гора Пунчак-Мандала (4760 м), друга за висотою самостійна гора — Яамін (Принц Гендрік) (4540 м). Гори являють собою східний гірський масив гір Маоке, в Центральному нагір'ї, в районі індонезійської частини острова Нової Гвінеї. На заході хребет переходить у хребет Судірман, на сході — у гори Стар.
У 1997 році в горах були помічені тварини, які відповідали опису вимерлих австралійських сумчастих тасманійських вовків — Тилацинів.
У горах беруть початок річки Дігул, Пулау, Тарітату (права складова Мамберамо), Балієм, ліві притоки верхів'я річки Сепік.

### Вершини
| Ранг | Назва                 | В.р.м. (м) | Координати                                                             | ВВ, (м) |
| ---- | --------------------- | ---------- | ---------------------------------------------------------------------- | ------- |
| 1    | Пунчак-Мандала        | 4760       | 04°42′31″ пд. ш. 140°17′22″ сх. д. / 4.70861° пд. ш. 140.28944° сх. д. | 2760    |
| 2    | Яамін (Принц Гендрік) | 4540       | 04°40′59″ пд. ш. 140°04′52″ сх. д. / 4.68306° пд. ш. 140.08111° сх. д. | 700     |
| 3    | Корнеліс Спельман     | 4540       | 04°34′28″ пд. ш. 140°08′14″ сх. д. / 4.57444° пд. ш. 140.13722° сх. д. | 700     |
| 4    | Коен                  | 4500       | 04°18′16″ пд. ш. 139°37′53″ сх. д. / 4.30444° пд. ш. 139.63139° сх. д. | 820     |
| 5    | Валентин              | 4453       | 04°25′12″ пд. ш. 139°44′08″ сх. д. / 4.42000° пд. ш. 139.73556° сх. д. | 640     |
| 6    | Зааґтоппен            | 4380       | 04°33′01″ пд. ш. 139°55′06″ сх. д. / 4.55028° пд. ш. 139.91833° сх. д. | 680     |
| 7    | Пік 4260              | 4300       | 04°38′10″ пд. ш. 140°17′27″ сх. д. / 4.63611° пд. ш. 140.29083° сх. д. | 540     |
| 8    | Еліт                  | 3960       | 03°59′34″ пд. ш. 139°11′09″ сх. д. / 3.99278° пд. ш. 139.18583° сх. д. | 720     |
| 9    | Пік 3960              | 3960       | 04°19′34″ пд. ш. 139°26′26″ сх. д. / 4.32611° пд. ш. 139.44056° сх. д. | 660     |
| 10   | Пік 3900              | 3900       | 04°16′35″ пд. ш. 139°18′58″ сх. д. / 4.27639° пд. ш. 139.31611° сх. д. | 640     |

### Льодовики
Найвищий масив хребта — гора Пунчак-Мандала, зберігала стійкий крижаний покрив до 1989 року, який до 2003 року повністю розтанув.

## Геологія
Гірський хребет відноситься до відносно молодого тихоокеанського поясу альпійської складчастості. Гори утворилися і їх висота продовжує зростати, у зв'язку з тектонічними процесами, які викликані рухом Австралійської плити на північний схід, і її стиканням з Тихоокеанською плитою, яка, своєю чергою, пірнає під край Австралійської. Тектонічна мікроплита Маоке, яка зазвичай асоціюється з Австралійською плитою і розташована на границі зіткнень із Тихоокеанською плитою, одночасно є фундаментом для гір Маоке, в тому числі і хребта Джаявіджая.